# Richard Truly

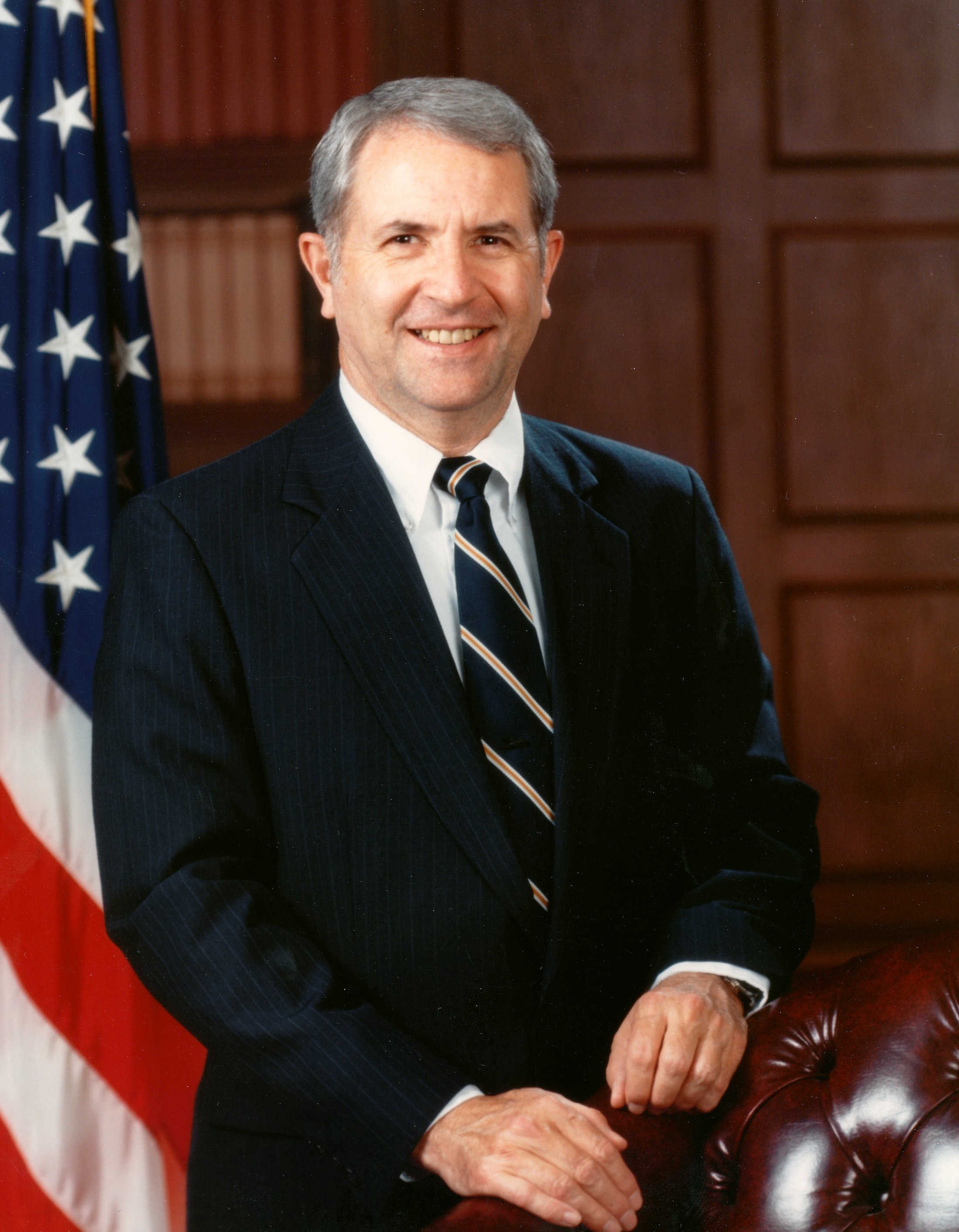
Richard Truly – administrator NASA

Richard Harrison Truly (ur. 12 listopada 1937 w Fayette w stanie Missisipi, zm. 27 lutego 2024) – amerykański wiceadmirał US Navy w stanie spoczynku, inżynier, pilot wojskowy, astronauta, administrator NASA w latach 1989–1992.

## Wykształcenie i służba wojskowa
Szkołę średnią ukończył w Meridian w stanie Missisipi.
- 1959 – został absolwentem Georgia Institute of Technology uzyskując licencjat z techniki lotniczej i kosmicznej. Po studiach rozpoczął czynną służbę wojskową w Siłach Morskich Stanów Zjednoczonych.
- 1960 – 7 października, po zaliczeniu szkolenia lotniczego został pilotem lotnictwa morskiego i otrzymał przydział do 33 eskadry myśliwców, gdzie latał na samolotach F-8 Crusaders stacjonujących na lotniskowcach USS „Intrepid” (CVA-11) i USS „Enterprise” (CVN-65). Na ich pokładach wykonał ponad 300 lądowań.
- 1963–1965 – został przyjęty do Aerokosmicznej Szkoły dla Pilotów Doświadczalnych (USAF Aerospace Research Pilot School) mającej siedzibę w bazie Edwards w Kalifornii. Po jej ukończeniu, do czasu zakwalifikowania się do wojskowego programu stacji kosmicznej MOL (USAF Manned Orbiting Laboratory), był instruktorem w tej szkole.
- 1983–1986 – po opuszczeniu NASA był pierwszym dowódcą Naval Space Command (Dowództwo Kosmiczne Marynarki) w Dahlgren w stanie Wirginia.
- 1989 – zakończył czynną służbę wojskową.

Jako pilot lotnictwa morskiego oraz pilot doświadczalny spędził w powietrzu ponad 7000 godzin.

## Kariera astronauty
- 12 listopada 1965 – został jednym z ośmiu pilotów doświadczalnych, których wybrano do kosmicznego programu sił powietrznych MOL (Manned Orbiting Laboratory) i jedynym, który uczestniczył w lotach kosmicznych. W pierwszej grupie pilotów zakwalifikowanych do programu znaleźli się również: Michael Adams(inne języki), Albert Crews, John Finley, Richard Lawyer, Lachlan MacLeay(inne języki), Francis Neubeck i James Martin Taylor(inne języki). Wszystkie grupy astronautów przygotowanych do programu MOL zostały rozwiązane w sierpniu 1969.
- 1969 – 13 sierpnia został członkiem 7 grupy astronautów NASA (NASA-7(inne języki)) i rozpoczął szkolenie specjalistyczne.
- 1973–1975 – podczas wszystkich załogowych lotów na stację Skylab Truly pełnił funkcję operatora łączności (CapCom). Od 1973 razem z Karolem Bobko był w jednej z ekip wspierających misję ASTP (Apollo-Soyuz Test Project). W lipcu 1975 podczas radziecko-amerykańskiej wyprawy ponownie był operatorem łączności (tzw. CapCom) w centrum kierowania lotem w Houston.
- 1976–1983 – po rozpoczęciu realizacji programu Space Shuttle przeszedł szkolenie, podczas którego nabył umiejętności jakie powinien posiadać pilot promu kosmicznego. W 1977 podczas serii testów promu Enterprise podczas ostatniej fazy loty wahadłowca w atmosferze (Approach and Landing Test) razem z Joe Engle’em był w jednej z ekip biorących w nich bezpośredni udział. Obaj wykonali trzy takie loty. Prom był wynoszony przez Boeinga 747 i „zrzucany” z wysokości 7,5 km. W 1981, podczas przygotowań do lotu STS-1, Truly był pilotem załogi rezerwowej. W latach 1981–1983 uczestniczył w dwóch lotach kosmicznych – jako pilot w STS-2 (listopad 1981) oraz jako dowódca misji STS-8 (wrzesień 1983).
- W październiku 1983 opuścił NASA i korpus astronautów.
- 1986 – został zastępcą administratora NASA ds. lotów kosmicznych.
- 1989 – 1 lipca został ósmym z kolei administratorem NASA. Funkcję tę pełnił do 31 marca 1992.

## Po opuszczeniu NASA
- 1992 – Richard Truly ponownie odszedł z NASA. Został wiceprezydentem Georgia Institute of Technology oraz dyrektorem Georgia Tech Research Institute (Instytut Badań Technologicznych).
- 1997–2004 – od maja 1997 był dyrektorem Narodowego Laboratorium Energii Odnawialnej (NREL(inne języki) – National Renewable Energy Laboratory) przy Wydziale Energetyki Instytutu Naukowo-Badawczego Środkowego Zachodu (MRI – Midwest Research Institute). Równocześnie był też wiceprezesem MRI. W czerwcu 2004 przeszedł na emeryturę.

## Nagrody i odznaczenia
- Defense Distinguished Service Medal
- Defense Superior Service Medal
- Legia Zasługi – dwukrotnie
- Distinguished Flying Cross
- Meritorious Service Medal
- Medal NASA „Za wybitne zasługi” (NASA Distinguished Service Medal)
- Medal NASA „Za wyjątkowe zasługi” (NASA Exceptional Service Medal) – dwukrotnie
- Medal NASA „Za lot kosmiczny” (NASA Space Flight Medal) – dwukrotnie
- Nagroda Amerykańskiego Towarzystwa Astronautycznego „Za osiągnięcia lotnicze” (American Astronautical Society Flight Achievement Award) (1977)
- Nagroda im. Ivana C. Kincheloe przyznana przez Towarzystwo Pilotów Doświadczalnych (Society of Experimental Test Pilots Ivan C. Kincheloe Award) (1978)
- AIAA Haley Space Flight Award (1980)
- Dyplom FAI im. W.M. Komarowa (1981)
- Goddard Memorial Trophy (1982 i 1989)
- Robert J. Collier Trophy (1982 i 1989)
- Harmon International Trophy (1982)
- Thomas D. White Space Trophy (1982)
- Złoty Medal Kosmiczny FAI (Gold Space Medal) (1984)
- James H. Doolittle Award (1988)
- Presidential Citizens Medal (1989)
- John F. Kennedy Astronautics Award (1990)
- Medal NASA „Za wybitne przywództwo” (NASA Outstanding Leadership Medal) (2006)
- Universal Astronaut Insignia za lot orbitalny (nr 105) – Stowarzyszenie Uczestników Lotów Kosmicznych (Association of Space Explorers(inne języki))[2]

## Wykaz lotów
| Loty kosmiczne, w których uczestniczył Richard H. Truly                | Loty kosmiczne, w których uczestniczył Richard H. Truly | Loty kosmiczne, w których uczestniczył Richard H. Truly | Loty kosmiczne, w których uczestniczył Richard H. Truly | Loty kosmiczne, w których uczestniczył Richard H. Truly | Loty kosmiczne, w których uczestniczył Richard H. Truly |
| Nr                                                                     | Data startu                                             | Data lądowania                                          | Statek kosmiczny                                        | Funkcja                                                 | Czas trwania                                            |
| ---------------------------------------------------------------------- | ------------------------------------------------------- | ------------------------------------------------------- | ------------------------------------------------------- | ------------------------------------------------------- | ------------------------------------------------------- |
| 1                                                                      | 12 listopada 1981                                       | 14 listopada 1981                                       | STS-2 Columbia F-2                                      | Pilot wahadłowca                                        | 2 dni 6 godzin 13 minut i 11 sekund.                    |
| 2                                                                      | 30 sierpnia 1983                                        | 5 września 1983                                         | STS-8 Challenger F-3                                    | Dowódca                                                 | 6 dni 1 godzina 8 minut i 43 sekundy                    |
| Łączny czas spędzony w kosmosie – 8 dni 7 godzin 21 minut i 54 sekundy |                                                         |                                                         |                                                         |                                                         |                                                         |